# حينما وأينما
حينما وأينما (بالإنجليزية: whenever wherever)‏ هي أغنية بوب لاتيني للمغنية الكولومبية اللبنانية الأصل شاكيرا والتي كتبتها المغنية جلوريا ستيفن وتيم ميتشيل وقامت شاكيرا بكتابة بعض الأجزاء منها. وهي أغنية منفردة من ألبومها الإنجليزي الأول خدمة غسيل الملابس الذي تم اصداره عام 2001.و هذه الأغنية تعتبر ثاني أكثر أغنيات شاكيرا نجاحا فقط بعد وراكي لا تكذب وقد تم إصدار نسخة منها باللغة الأسبانية بعنوان "suerte". هذه الأغنية حصدت المركز الأول في 29 دولة حول العالم لتكون أنجح أغنية عالمية في عام 2002.

شاكيرا أنتجت هذه الأغنية وتم تسجيلها في ميامي بالولايات المتحدة الأمريكية.و تعتبر هذه الأغنية أكثر أغاني شاكيرا نجاحا في أوروبا حيث تصدرت المبيعات ومراكز السباق في دول عديدة مثل النمسا والدنمارك والنرويج وألمانيا وفرنسا والسويد وفنلندا."Hips don't lie" التي تعتبر أكثر أغنيات شاكيرا نجاحا والتي باعت الكثير من النسخ في أوروبا تخطتها مبيعات أغنية "whenever wherever" في عامي 2002 و 2003.كما تصدرت الأغنية مراكز السباق في الولايات المتحدة الأمريكية والمملكة المتحدة وكندا ونيوزيلندا وأستراليا وكولومبيا والعديد من دول أمريكا اللاتينية وقد ظلت الأغنية في المركز الأول لمدة 9 أسابع في هولندا و 12 أسبوع في ألمانيا.

"whenever wherever" واحدة من أكثر الأغنيات مبيعا حول العالم حيث باعت أكثر من 9 ملايين نسخة حول العالم.

## الفيديو
فرانسيس لورينس قام بإخراج الفيديو وكانت مناظر تقنية شكل ثلاثي الأبعاد مضافة إلى الفيديو حيث ظهرت شاكيرا في الفيديو على هيئة فتاة تخرج من البحر وترقص حتى تصل إلى الصحراء وتغنى وسط الأحصنة وفوق الجبال في مناظر طبيعية عديدة.و قد تم تصوير هذا الفيديو على خلفية خضراء كبيرة ثم قام مهندسو الصوت بوضع هذه المؤثرات في الخلفية.و يعد الفيديو من أكثر فيديوهات شاكيرا نجاحا حول العالم حيث تمت مشاهدته أكثر من 55 مليون مشاهة للنسخة الإنجليزية فقط على موقع يوتيوب وتم إصدار نسخة من الفيديو باللغة الأسبانية وتمت إذاعته على العديد من القنوات اللاتينية لتصبح عدد مشاهدات الفيديو على موقع يوتيوب للنسختين مع النسخ الإنجليزية الأخرى تتخطى 96 مليون مشاهدة.

الفيديو شهد شهرة عالمية حتى ظهرت له نسخ تقليد على مواقع عديدة ومن أشهرها whatever don't matter والذي لاقى شعبية كبيرة في أرجاء العالم وقد تمت مشاهدته على موقع يوتيوب الشهير أكثر من 45 مليون مرة.و تلقى الفيديو ترشيحات عديدة لجوائز مثل إم تي في وmuch music awards وlatin grammy (جوائز غرامي اللاتينية) وغيرها من الترشيحات ونالت شاكيرا العديد منها.

## مراكز السباق
تم إصدار أغنية whenever wherever كأغنية رئيسية للألبوم الغنائي الإنجليزي الأول لشاكيرا Laundry service في أغسطس 2001 حتى أصبح أضخم إنتاج غنائي لعام 2002.

Whenever wherever يعتبر أول أغنية منفردة لشاكيرا تدخل لأعلى 10 أغاني في قائمة البيلبورد 100 بالولايات المتحدة الأمريكية حيث احتل المرتبة السادسة ولكنها لم ترتفع لمرتبة أعلى حيث كان أول إصدار إنجليزي لها في العالم ولكنها حققت نجاح ملحوظ في تصنيف أغاني الراديو والأغاني اللاتينية والأغاني الديجيتال وعلاوة على ذلك وصلت للمرتبة الرابعة في أكثر 40 أغنية نجاحا في الولايات المتحدة الأمريكية.

و في أوروبا تلقت الأغنية نجاح باهر في عديد من الدول الأوروبية وانتشرت الأغنية سريعا في محطات الإذاعة وظلت الأغنية 19 أسبوع في قائمة أفضل 75 أغنية.و تلقت نجاح كبير في المملكة المتحدة حيث باعت العديد من النسخ حتى أحتلت المرتبة 39 في قائمة أكثر الأغاني نجاحا في العقد 2000/2009.احتلت الأغنية المرتبة الأولى في عديد من الدول مثل الجزائر وأستراليا والنمسا والبرتغال وبلجيكا والبرازيل والدنمارك وفرنسا وألمانيا وهنغاريا وأيرلندا وإيطاليا والمكسيك وهولندا وبيرو ونيوزيلندا وبولندا والسويد وإسبانيا وفنزويلا والعديد من بلاد أمريكا اللاتينية وكما لاقت النسخة الأسبانية نجاح كبير في الدول المتحدثة باللغة الأسبانية.

و كانت هذه الأغنبة أكثر أغنياتها مبيعا حول العالم قبل إصدار أغنية "Hips don't lie".

## مراكز السباق والمبيعات
| البلد                         | الترتيب | المبيعات |
| ----------------------------- | ------- | -------- |
| أستراليا                      | 1       | 210.000  |
| بلجيكا                        | 1       | 100.000  |
| كندا                          | 4       | 40.000   |
| الدنمارك                      | 1       | 55.000   |
| هولندا                        | 1       | 60.000   |
| فنلندا                        | 1       | 15.000   |
| فرنسا                         | 1       | 750.000  |
| ألمانيا                       | 1       | 550.000  |
| هنغاريا                       | 1       | 10.000   |
| أيرلندا                       | 1       | 16.000   |
| إيطاليا                       | 1       | 40.000   |
| اليابان                       | 8       | 15.000   |
| هولندا                        | 1       | 60.000   |
| نيوزيلندا                     | 1       | 15.000   |
| النرويج                       | 1       | 30.000   |
| النمسا                        | 1       | 30.000   |
| البرتغال                      | 1       | 20.000   |
| أسبانيا                       | 1       | 300.000  |
| مصر                           | 1       | 175.000  |
| كولومبيا                      | 1       | 300.000  |
| المملكة المتحدة               | 2       | 400.000  |
| الولايات المتحدة(أعلى 100)    | 6       | 600.000  |
| الولايات المتحدة(أغاني راقصة) | 3       | 600.000  |
| الولايات المتحدة(بوب)         | 4       | 600.000  |
| الولايات المتحدة(لاتيني)      | 1       | 600.000  |

## الجوائز والترشيحات
نالت Whenever wherever العديد من الترشيحات من مهرجانات عديدة مثل غرامي وإم تي في الأوروبية والفيديو واللاتيني وغيرها من المهرجانات.

| عام  | المهرجان        | الجائزة                 | النتيجة |
| ---- | --------------- | ----------------------- | ------- |
| 2003 | ألما            | أغنية العام             | رُشِّح     |
| 2003 | الإنتاج الغنائي | أفضل أغنية لاتيني       | فوز     |
| 2003 | ايتشو           | أفضل أغنية عالمية       | رُشِّح     |
| 2003 | MTV(لاتيني)     | فيديو العام             | فوز     |
| 2003 | بيلبورد         | أغنية الراديو المفضلة   | رُشِّح     |
| 2003 | غرامي لاتيني    | أفضل فيديو              | فوز     |
| 2003 | Muchmusic       | أفضل أغنية عالمية       | فوز     |
| 2003 | Muchmusic       | اختيار المشاهد          | فوز     |
| 2002 | MTV(أوروبي)     | أفضل أغنية              | رُشِّح     |
| 2002 | MTVفيديو        | أفضل فيديو لفنانة       | رُشِّح     |
| 2002 | MTVفيديو        | أفضل فيديو راقص         | رُشِّح     |
| 2002 | MTVفيديو        | أفضل فيديو بوب          | رُشِّح     |
| 2002 | MTVفيديو        | أفضل تصميم              | رُشِّح     |
| 2002 | MTVفيديو        | اختيار المشاهد (شمال)   | فوز     |
| 2002 | MTVفيديو        | اختيار المشاهد (الشرقي) | رُشِّح     |
| 2002 | MTVفيديو        | اختيار المشاهد (غربي)   | رُشِّح     |
| 2003 | NRJ             | أفضل أغنية عالمية       | فوز     |
| 2003 | BMI             | ألإضل أغنية لاتيني      | فوز     |